# Chöpel Yeshe
Chöpel Yeshe (1406-1452) was een Tibetaans tulku. Hij was de derde shamarpa, een van de invloedrijkste geestelijk leiders van de karma kagyütraditie in het Tibetaans boeddhisme en van de kagyütraditie in het algemeen.